# Touch guitar

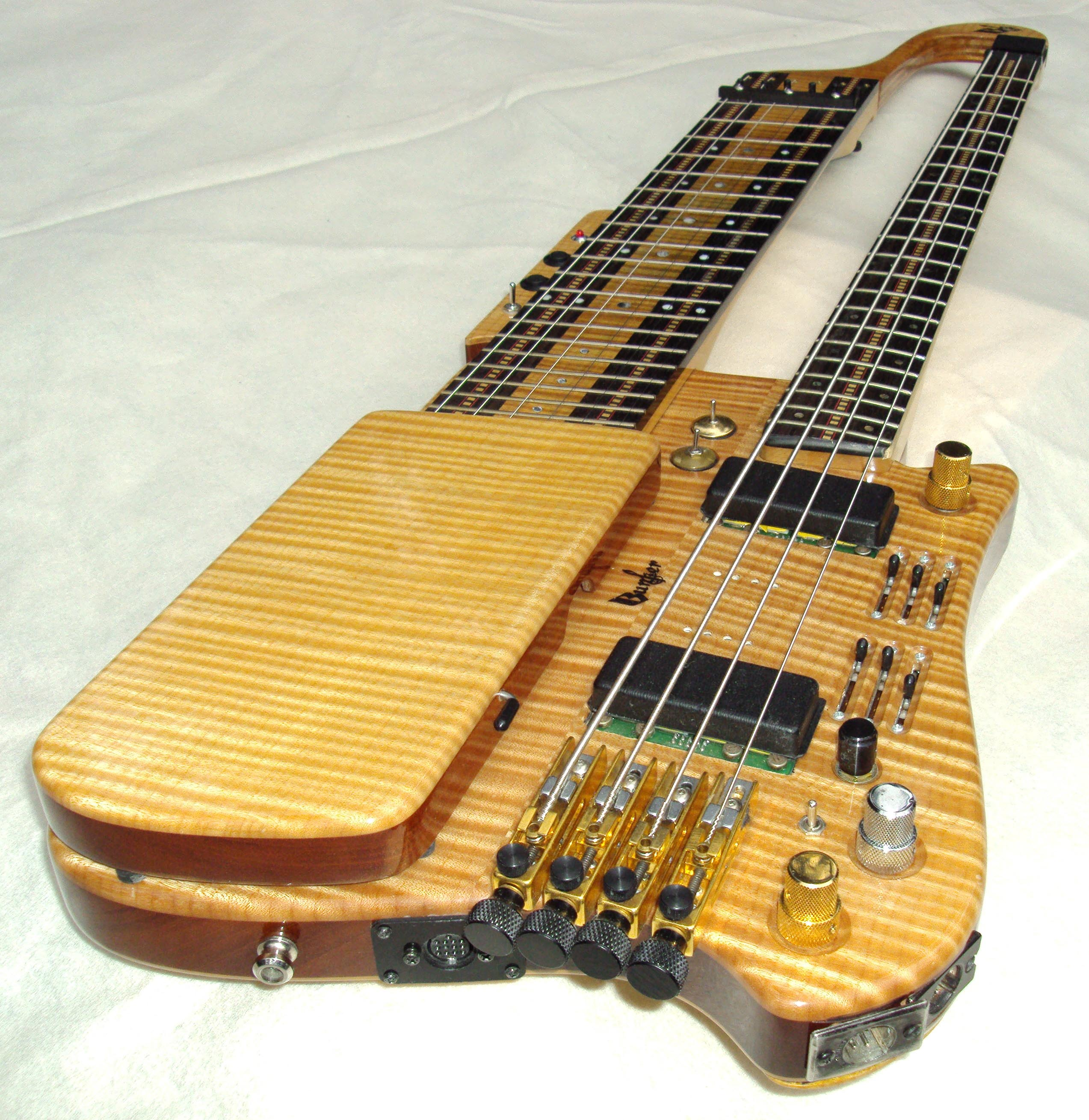
Touch guitar

La touch guitar, parfois nommée touchguitare en français, est un instrument à cordes frappées. C'est un dérivé de la guitare apparu à l'époque des premiers amplificateurs microphoniques.
Il s'agit d'un des nombreux instruments permettant aux guitaristes d'interpréter des compositions polyphoniques complexes en contrepoint. La Touch Guitar permet en effet de jouer accompagnements et mélodies grâce à la technique du tapping à deux mains. Plusieurs artistes, tels que Michael Bianco ou Stanley Jordan, pratiquent la Touch Guitar, sur des modèles à six ou sept cordes, en folk ou classique.